# Herminia brephida
Herminia brephida là một loài bướm đêm trong họ Noctuidae.